# Vladimir Ipatieff
Vladimir Nikolayevich Ipatieff (in russo Владимир Николаевич Ипатьев?, Vladimir Nikolaevič Ipat'ev; Mosca, 21 novembre 1867 – Chicago, 9 novembre 1952) è stato un chimico russo naturalizzato statunitense.

## Biografia
Dopo aver studiato artiglieria nell'accademia di Michailovskaja inizia gli studi sulla chimica con Aleksej Evgrafovič Favorskij per terminarli in Germania. Si appassionò ai metalli e agli esplosivi. Una delle sue prime creazioni fu la "bomba Ipatieff " un esplosivo che teneva conto della forte pressione. Durante la prima guerra mondiale, graduato come generale-colonnello, a San Pietroburgo organizzò uno studio sulla possibilità di utilizzare armi chimiche. All'epoca era già membro dell'accademia delle scienze.
Ipatieff viaggiò a Monaco e negli USA dove divenne professore universitario alla Northwestern University. Ebbe tre figli e ne adottò altri due.